# U-379
Unterseeboot 379 foi um submarino alemão do Tipo VIIC, pertencente a Kriegsmarine que atuou durante a Segunda Guerra Mundial.

## Comandantes
| Comandante                | Data                                         |
| ------------------------- | -------------------------------------------- |
| KrvKpt. Paul-Hugo Kettner | 29 de novembro de 1941 - 8 de agosto de 1942 |

## Subordinação
Durante o seu tempo de serviço, esteve subordinado às seguintes flotilhas:
| Período                                      | Flotilha                                  |
| -------------------------------------------- | ----------------------------------------- |
| 29 de novembro de 1941 - 30 de junho de 1942 | 8. Unterseebootsflottille (treinamento)   |
| 1 de julho de 1942 - 8 de agosto de 1942     | 1. Unterseebootsflottille (serviço ativo) |

## Operações conjuntas de ataque
O U-379 participou das seguinte operações de ataque combinado durante a sua carreira:
- Rudeltaktik Wolf (13 de julho de 1942 - 1 de agosto de 1942)
- Rudeltaktik Steinbrinck (3 de agosto de 1942 - 8 de agosto de 1942)